# Festival di Castrocaro 1966
Il festival di Castrocaro del 1966 è condotto da Mike Bongiorno

## Cantanti in gara
- Annarita Spinaci: E (Interrecord)
- Roberta Amadei:
- Mario Berto
- Patrizia Bonaveri
- Aida Castignola (Fonit Cetra)
- Lina Chiusso: (DKF Folklore)
- Salvatore Esposito
- Boris Ferretti (alias Nicolai)( Bell disc)
- Franca Gallicani: (Le Rotonde di Garlasco)
- Loretta Goggi
- Pino La Colla
- Marta Lami: (Pathé)
- Ascanio Lanzone
- Bruno Lodesani
- Marina Loprevite
- Efisio Lucignani
- Silvano Mattei
- Quartetto Cabrini
- Elde Reggiani
- Maria Luisa Rubini
- Elena Sassi: Mi guardi (Interrecord)
- Anna Maria Scatassa
- Alberto Spiro
- Giorgio Turino
- Guerrina Vignudelli
- Rita Violet:
- Irene Vioni